# Alexandra Wolf von Stomersee
Alexandra Wolf-Stomersee (o Alessandra en italià), anomenada Licy, (Niça, 13 de novembre 1894 - Palerm, 22 de juny de 1982) va ser una psicoanalista germanobàltica.
Estudiosa de la psicoanàlisi, filla del baró Boris Wolf-Stomersee i de la cantant lírica Alice Barbi, originària de Mòdena (Itàlia), intèrpret de Dvořák i Brahms. Casada amb l'escriptor italià Giuseppe Tomasi di Lampedusa.